# L'Ange gardien (film, 2014)
Pour les articles homonymes, voir L'Ange gardien.
Pour plus de détails, voir Fiche technique et Distribution.
L'Ange gardien est un film québécois réalisé par Jean-Sébastien Lord, qui est sorti en 2014.

## Synopsis
Lors d'un cambriolage, Normand, un gardien de nuit sexagénaire et cardiaque se voit sauver la vie par Nathalie, une jeune cambrioleuse qui travaille à la cafétéria où s'est produit le vol. Par la suite, se sentant redevable, il vient en aide à cette jeune mère de famille aux prises avec un mari, criminel récidiviste en probation avec qui elle a fait le coup et inquiète pour sa jeune fille.

## Fiche technique
- Titre original : L'Ange gardien
- Réalisation : Jean-Sébastien Lord
- Scénario : Jean-Sébastien Lord
- Musique : Ramachandra Borcar
- Conception visuelle : Mario Hervieux
- Costumes : Nicole Magny
- Maquillage et coiffure : Marie-Claude Langevin
- Photographie : Geneviève Perron
- Son : Pierre Bertrand, Robert Labrosse, Martin M. Messier
- Montage : Jean-François Bergeron
- Production : Ziad Touma
- Société de production : Couzin Films
- Sociétés de distribution : K-Films Amérique
- Budget : 1 million de dollars[1]
- Pays de production :  Canada
- Langue originale : français
- Format : couleur, DCP, format d'image 2:35:1
- Genre : drame
- Durée : 95 minutes
- Dates de sortie :
  - Canada : 24 février 2014 (Rendez-vous du cinéma québécois)
  - Canada : 7 mars 2014¨(sortie en salle)

## Distribution
- Guy Nadon : Normand
- Marilyn Castonguay : Nathalie
- Patrick Hivon : Guylain
- Véronique Le Flaguais : Monique
- Frédéric Pierre : Karl
- Shanti Corbeil-Gauvreau : Coralie
- Carl Allachi : propriétaire
- Mélanie Desjardins Chevaudier : Karine
- Pierre Mailloux : gardien remplaçant
- Sébastien Beaulac : portier
- Émile Beaudry : passant
- France Pilotte : voisine
- Simon Poitras : policier #1
- Francis Krukowski : policier #2
- Marco Viel : ambulancier
- Josie Cunningham : ambulancière

## Nominations
Prix Jutra 2015
- 2 nominations :
  - Prix Jutra du meilleur acteur pour Guy Nadon
  - Prix Jutra du meilleur acteur de soutien pour Patrick Hivon